# Елена Яръмова
Елена Стефанова Яръмова e българска спортна журналистка – бивш репортер и водещ на спортните новини на bTV.

## Биография
Елена Яръмова е родена на 29 август 1984 г. във Видин. Дъщеря е на футболиста и футболен треньор Стефан Яръмов. Внучка е на баскетболиста и спортен фотожурналист Хари Яръмов.
Детството ѝ минава в родния Видин – години, които Елена определя като едни от най-щастливите в живота си, прекарани със семейството, приятелите и съучениците от СОУ „Любен Каравелов“. Когато навършва 17 години, поема към София, защото е приета в НСА „Васил Левски“. Там завършва и магистратура по спортна журналистика.
Любовта към професията наследява от дядо си Хари Яръмов – едно от големите имена в родната журналистика. „Неговата отдаденост и начинът, по който разказваше човешките истории, ме вдъхнови да поема по неговия път“, признава Ели. Неслучайно, спортът я пленява от дете. Започва с лека атлетика, след което се насочва към волейбола, който практикува професионално в продължение на 7 години. В bTV попада през 2003 г., първоначално само на стаж. „После обаче това предизвикателство се превърна в моя професия и така вече 13 години“, споделя водещата на спортните новини.